# Young Adam
Young Adam es una película dramática dirigida por David Mackenzie.

## Sinopsis
Joe Taylor (Ewan McGregor) es un trabajador en una barcaza en el Glasgow de los años 50. Junto con Less (Peter Mullan) encuentra el cadáver de una mujer flotando en el agua y Joe reconoce que es una amiga suya llamada Cathie (Emily Mortimer) con la cual tuvo una relación, al mismo tiempo que tiene relaciones sexuales con la esposa de Less, Ella Gault (Tilda Swinton). Esto llevará a Joe a recordar momentos vividos con Cathie mientras se descubre el pasado de Joe con ella.

## Reparto
| Personaje     | Actor original  | Actor de doblaje |
| ------------- | --------------- | ---------------- |
| Ella Gault    | Tilda Swinton   | Mónica Manjarrez |
| Joe Taylor    | Ewan McGregor   | Mario Filio      |
| Lee Gault     | Peter Mullan    | José Luis Orozco |
| Chatie Dimly  | Emily Mortimer  | Gaby Willer      |
| Jim Gault     | Jack McElhone   | Hedrian Sánchez  |
| Gwen          | Therese Bradley | Andrea Coto      |
| Daniel Gordon | Ewan Stewart    | Roberto Mendiola |
| Connie        | Pauline Turner  | Liliana Barba    |
| Bob M´Bussi   | Alan Cooke      | Esteban Desco    |
| Sam           | Rory McCann     | Jorge García     |